# Stalix
Stalix là một chi cá hàm bản địa Ấn Độ Dương và phía tây Thái Bình Dương.

## Các loài
Hiện chi này có 12 loài được công nhận:
- Stalix davidsheni Klausewitz, 1985
- Stalix dicra Smith-Vaniz, 1989
- Stalix eremia Smith-Vaniz, 1989
- Stalix flavida Smith-Vaniz, 1989
- Stalix histrio D. S. Jordan & Snyder, 1902
- Stalix immaculata C. Y. Xu & H. Z. Zhan, 1980
- Stalix moenensis (Popta, 1922)
- Stalix novikovi Prokofiev, 2015[2]
- Stalix omanensis Norman, 1939
- Stalix sheni Smith-Vaniz, 1989
- Stalix toyoshio Shinohara, 1999
- Stalix versluysi (M. C. W. Weber, 1913)